# فرانك إليوت
فرانك إليوت (بالإنجليزية: Frank Elliott)‏ (23 يوليو 1929 في المملكة المتحدة - ) هو لاعب كرة قدم بريطاني في مركز حراسة المرمى. لعب مع ستوك سيتي وسوانزي سيتي ونادي فولهام ونادي ميرثير تيدفيل ‏ ونادي مانسفيلد تاون ونادي باث سيتي.